# Wyandotte (Michigan)
Wyandotte é uma cidade localizada no estado americano do Michigan, no Condado de Wayne.

## Demografia
Segundo o censo americano de 2000, a sua população era de 28.006 habitantes.
Em 2006, foi estimada uma população de 26.473, um decréscimo de 1533 (-5.5%).

## Geografia
De acordo com o United States Census Bureau tem uma área de 18,0 km², dos quais 13,7 km² cobertos por terra e 4,3 km² cobertos por água. Wyandotte localiza-se a aproximadamente 183 m acima do nível do mar.

## Localidades na vizinhança
O diagrama seguinte representa as localidades num raio de 8 km ao redor de Wyandotte.